# انتونين سفوبودا
انتونين سفوبودا (بالألمانية: Antonin Svoboda)‏ (و. 1969  م) هو مخرج أفلام، وكاتب سيناريو، ومنتج أفلام نمساوي، ولد في فيينا.

## جوائز
حصل على جوائز منها:

جائزة الفيلم الألماني ‏

## وصلات خارجية
- انتونين سفوبودا على موقع IMDb (الإنجليزية)
- انتونين سفوبودا على موقع ألو سيني (الفرنسية)
- انتونين سفوبودا على موقع أول موفي (الإنجليزية)
- انتونين سفوبودا على موقع قاعدة بيانات الأفلام السويدية (السويدية)
- انتونين سفوبودا على موقع قاعدة بيانات الفيلم (الإنجليزية)
- انتونين سفوبودا على موقع كينوبويسك (الروسية)